# Крево
Кре́во (біл. Крэ́ва, пол. Krewo), застаріла назва Кре́їв — село у Сморгонському районі Гродненської області Білорусі. Тут у замку у 1385 році була підписана Кревська унія.

## Історія
Перша письмова згадка про Крево як про столицю Нальшанської землі міститься в німецькій хроніці і датується XIII ст. З того часу назва поселення неодноразово фіксується в різних літописах, документах і на картах. В 1260-их Крево приєднали до Великого князівства Литовського. В XIV ст. місто стало столицею князівства, де також побудували кам'яний замк. В 1338 великий князь Гедимін передав Крево своєму синові Ольгерду, потім ним володів Ягайло.
В 1382 за наказом Ягайла в Кревському замку вбили його стрийка Кейстута — батька Вітовта. 14 серпня 1385 тут підписали Кревську унію. В 1387 році Ягайло заснував у Крево одну з перших в Литовському князівстві католицьких парафій. У 1391 році загинув останній князь Кревський Вітунд. З 1413 року місцевість увійшла до складу Віленського воєводства.
7 квітня 1559 великий князь Сигізмунд Август надав Креву Магдебурзьке право, до кінця XVIII ст. Застосовувався герб: «у блакитному полі золотий півмісяць, між рогами якого срібна зірка (герб Леліва)». Згідно адміністративно-територіальною реформою (1565–1566) містечко увійшло до складу Ошмянського повіту. З 1636 при храмі працювали школа і лікарня.
В Тринадцятирічну війну московські загарбники спустошували Крево двічі (у 1655 і 1659). Протягом XVIII в. У містечку діяли 6 греко-католицьких церков і 1 костел. Згідно з інвентаризацією (1789), існували ринок (52 будинки, 2 трактири), вулиці Зарецька (56 будинків), Пісківська (9 будинків), Татарська (13 будинків), Богданівська (56 будинків), Барунська (5 будинків). Наприкінці XVIII ст. Городка користувалася печаткою з гербом Леліва.
У результаті третього поділу Речі Посполитої (1795) Крево опинилося в складі Російської імперії. В ХІХ — 1-й пол. ХХ ст. поселення було одним з найбільших центрів виробництва кераміки. Після придушення національно-визвольного повстання в 1866 російська влада насильно переробила собор на церкву Московського патріархату. Згідно з результатами перепису (1897) в Крево було 217 дворів, 2 церкви, синагога, училище, школа, 2 магазини, регулярно проводилося 5 ярмарків. В 1898 містечко відвідав художник Фердинанд Рущіц, який написав картину «Крево».
У Першу світову війну близько Крево проходила лінія фронту. 21 липня 1917 в ході артилерійської атаки на німецькі позиції війська Російської імперії вщент зруйнували стіни замку і костел.
У 1920 Крево опинилася в складі Середньої Литви, в 1922 — міжвоєнної Польської Республіки, в Ошмянському повіті Віленського воєводства. У 1929 білоруський художник Йосип Дроздович створив серію малюнків містечка. Протягом 1929 — 1930-х проводилося укріплення стін замку.
У 1939 Крево увійшло до складу БРСР, де 12 жовтня 1940 стала центром сільради Сморгонський район. В 1998 з метою сприяння збереженню та відродженню Кревської замку утворився міжнародний фонд «Крево».

## Населення
- XVIII століття: 1789 — 1,1 тис. осіб.
- XIX століття: 1866 — 1285 осіб, У тому числі 639 православних, 337 католиків, 68 магометан, 241 юдеїв 1897 — 1380 осіб.
- XX століття: 1909 — 2,3 тис. осіб; 1972 — 1155 осіб; 1997 — 837 осіб.
- XXI століття: 2004 — 726 осіб.

### Інфраструктура
У Крево працюють середня школа, дошкільний заклад, лікарня, аптека, клуб, бібліотека.
Через Крево проходять туристичні маршрути «Легенди Великого Князівства Литовського», «Зодчество Налібоцького краю».